# Шапел Лоран
Шапел Лоран (фр. Chapelle-Laurent) насеље је и општина у централној Француској у региону Оверња, у департману Кантал која припада префектури Сен Флур.
По подацима из 2011. године у општини је живело 326 становника, а густина насељености је износила 12,5 становника/km². Општина се простире на површини од 26,09 km². Налази се на средњој надморској висини од 960 метара (максималној 1.060 m, а минималној 623 m).

## Демографија
| 1962. | 1968. | 1975. | 1982. | 1990. | 1999. | 2011. |
| ----- | ----- | ----- | ----- | ----- | ----- | ----- |
| 482   | 485   | 453   | 414   | 399   | 382   | 326   |

График промене броја становника у току последњих година